# Zauclophora
Zauclophora is een geslacht van vlinders van de familie sikkelmotten (Oecophoridae), uit de onderfamilie Xyloryctinae.

## Soorten
- Z. afflictella (Walker, 1864)
- Z. albulella Walker, 1864
- Z. contrariella (Walker, 1864)
- Z. cygnella (Walker, 1864)
- Z. inscitella Walker, 1864
- Z. metaphaeella (Walker, 1863)
- Z. muscerdella (Zeller, 1873)
- Z. nivella (Walker, 1864)
- Z. pelodes Turner, 1900
- Z. spurcatella Walker, 1864